# Список претендентов на премию «Оскар» за лучший фильм на иностранном языке от Беларуси
Список претендентов на премию «Оскар» за лучший фильм на иностранном языке от Белоруссии содержит в себе все фильмы, снятые Белоруссией с 1992 года, выдвинутые на премию «Оскар» в номинации «Лучший фильм на иностранном языке».

## История
С момента обретения независимости в 1991 году Белоруссия пять раз номинировала свои фильмы на премию Американской академии кинематографических искусств и наук, однако ни один фильм не попал в шорт-лист.
Выбор претендентов проводит Белорусский Оскаровский комитет.
В 1994 и 1996 годах Белоруссия отбирала фильмы на еврейскую тематику, посвящённые отношениям между польскими евреями и христианами до и после Второй мировой войны. «Я, Иван, ты, Авраам» рассказывал о межконфессиональной дружбе между двумя мальчиками в 1930-х годах. «Из ада в ад» — о двух семьях — еврейской и христианской — и о трагедии, которая возникает, когда одна семья доверяет своего ребёнка другой ожесточённых военных действий. После 22-летнего отсутствия на конкурсе в 2018 году Белоруссия выбрала «Хрусталь» — трагикомедию Дарьи Жук о молодой женщине, которая пытается получить визу в США, чтобы стать диджеем в Чикаго. Премьера фильма состоялась на Международном кинофестивале в Карловых Варах 2018 года.
Ниже приведён список фильмов, представленных Белоруссией на рассмотрение Академии для получения награды по годам и соответствующей церемонии вручения премии Американской киноакадемии.

## Список фильмов
| Год (Церемония) | Фильм                | Оригинальное название | Язык(и)                                               | Режиссёр               | Результат         |
| --------------- | -------------------- | --------------------- | ----------------------------------------------------- | ---------------------- | ----------------- |
| 1994 67-я       | Я — Иван, ты — Абрам | Я — Іван, ты — Абрам  | идиш, польский, белорусский, русский, румынский       | Йоланда Зоберман       | Не номинирован    |
| 1996 69-я       | Из ада в ад          | З пекла ў пекла       | немецкий, русский, идиш                               | Дмитрий Астрахан       | Не номинирован    |
| 2018 (91st)     | Хрусталь             | Хрусталь              | русский, английский                                   | Дарья Жук              | Не номинирован    |
| 2019 92-я       | Дебют                | Дэбют                 | русский                                               | Анастасия Мирошниченко | Не номинирован    |
| 2020 93-я       | Уроки фарси          | Persischstunden       | английский, французский, немецкий, итальянский, фарси | Вадим Перельман        | Дисквалифицирован |

Выдвинутый от СССР в 1985 году фильм «Иди и смотри» был также снят при поддержке киностудии «Беларусьфильм».